# Frauenpolitik in der Zeit des Nationalsozialismus
Frauenpolitik in der Zeit des Nationalsozialismus beschreibt die organisatorische Erfassung und politische Integration von Frauen in die bevölkerungspolitisch und erbbiologisch definierten Volksgemeinschaft zwischen 1933 und 1945.
Das Frauenbild der NS-Propaganda war von einer völkisch-nationalistischen Ideologie geprägt und betonte u. a. die Rolle der Frau in der Gesellschaft als Mutter. Beeinflusst wurde das Idealbild durch andere Grundzüge nationalsozialistischer Ideologien wie die Lebensraumpolitik.
Die ideale Frau sollte sich neben ihrer arischen Abstammung durch Charaktereigenschaften wie Treue, Pflichterfüllung, Opferbereitschaft, Leidensfähigkeit und Selbstlosigkeit auszeichnen. Sie sollte zum Wohle der „Volksgemeinschaft“ vor allem als Mutter ihre Pflicht erfüllen. Ohne Zweifel blieb das NS-Regime eine strikt patriarchalische Ordnung, die den Frauen eine ideologisch gleichwertige, aber keine gleichrangige Position zubilligte, wenngleich sie eine bevölkerungspolitisch zentrale Rolle spielten. Frauen ohne Kinder sollten in „arteigenen Berufen“ im pflegerischen, sozialen und im landwirtschaftlichen Bereich Gelegenheit erhalten, „ihre mütterlichen Gefühle und Instinkte umzusetzen“.
Die nationalsozialistische Frauenpolitik versuchte, Anreize zur Einhaltung dieser Rolle zu setzen. Hier galt es zunächst, das Kindergebären zu belohnen und die Erwerbstätigkeit von Frauen zu reduzieren. Diese Politik wurde allerdings mit dem Fortschreiten der Kriegsvorbereitungen und dann des Krieges teilweise revidiert, da Frauen als Arbeitskräfte gebraucht wurden.

## Ideologie und Programmatik

### Grundlagen

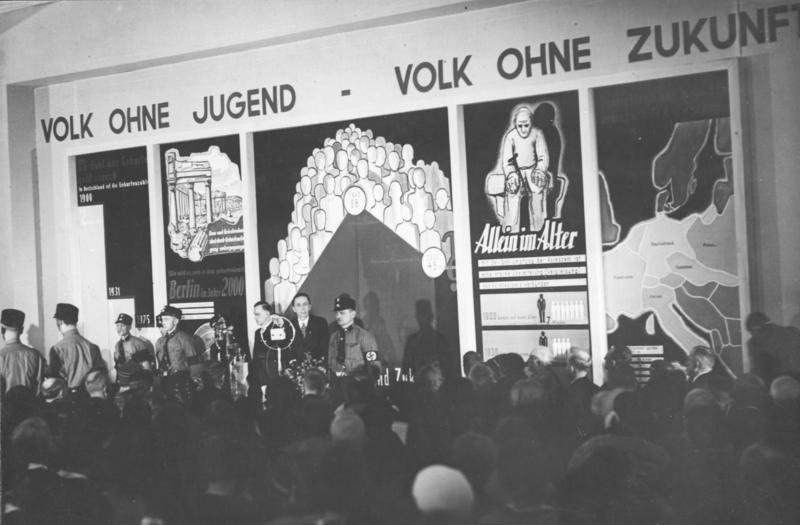
Joseph Goebbels eröffnet am Kaiserdamm die Ausstellung Die Frau, Frauenleben und -wirken in Familie, Haus und Beruf am 18. März 1933

Die soziale Rolle der Frau wurde auf ihre Mutterrolle und Garant für „stählerne, kampfbereite“ Nachkommen reduziert. Sie sollte die „Quelle der Nation“, „Hüterin der Kraft und der ewigen Größe der Nation“ und „Wegbereiterin des Sieges“ sein. Eine wesentliche Funktion der Frau sahen die nationalsozialistischen Ideologen in der Bewahrung und Weitergabe „hochwertigen“ Erbguts.
Nach der für die Nationalsozialisten enttäuschenden Wahl im März 1932 versuchte Hitler, Frauen für die „Bewegung“ zu gewinnen und formulierte in diesem Zusammenhang erste Kernideen. Sein Propaganda-Chef Joseph Goebbels schrieb dazu in seinem Tagebuch:

„Der Führer entwickelt ganz neue Gedanken über unsere Stellung zur Frau. Die sind für den nächsten Wahlgang von eminenter Wichtigkeit; denn gerade auf diesem Gebiet sind wir bei der ersten Wahl hart angegriffen worden. Die Frau ist Geschlechts- und Arbeitsgenossin des Mannes. Sie ist das immer gewesen und wird das immer bleiben. Auch bei den heutigen wirtschaftlichen Verhältnissen muß sie das sein. Ehedem auf dem Felde, heute auf dem Büro. Der Mann ist Organisator des Lebens, die Frau seine Hilfe und sein Ausführungsorgan. Diese Auffassungen sind modern und heben uns turmhoch über alles deutschvölkische Ressentiment.“

Nach dem nationalsozialistischen Ideal sollte die Frau sich im Gegensatz zu den emanzipatorischen Entwicklungen in der Weimarer Republik wieder vermehrt dem Mann unterordnen. Gesetze schränkten Berufs- und Bildungschancen der Frauen deutlich ein. Unter dem Titel Ich weiß alles erschienen 1935 bis 1940 enzyklopädische Sammelmappen für die Hausfrau. Der Muttertag und die Stiftung des Mutterkreuzes wurden 1938 institutionalisiert, „um die Rolle und Wertigkeit der Frau zu untermauern“.
Die Emanzipation wurde als Erfindung des „jüdischen Intellekts“ bezeichnet, die die vorbestimmte Geschlechterordnung zerstöre. Hitler sagte auf dem Reichsparteitag der NSDAP am 8. September 1934 in Nürnberg: „das Wort von der Frauenemanzipation ist ein nur vom jüdischen Intellekt erfundenes Wort. Wir empfinden es nicht als richtig, wenn das Weib in die Welt des Mannes eindringt, sondern wir empfinden es als natürlich, wenn diese beiden Welten geschieden bleiben.“
Joseph Goebbels fasste die Programmatik der NS-Frauenpolitik wie folgt zusammen: „Den ersten, besten und ihr gemäßesten Platz hat die Frau in der Familie und die wunderbarste Aufgabe, die sie erfüllen kann, ist die, ihrem Volk Kinder zu schenken.“

### Attraktivität der nationalsozialistischen Ideologie für Frauen

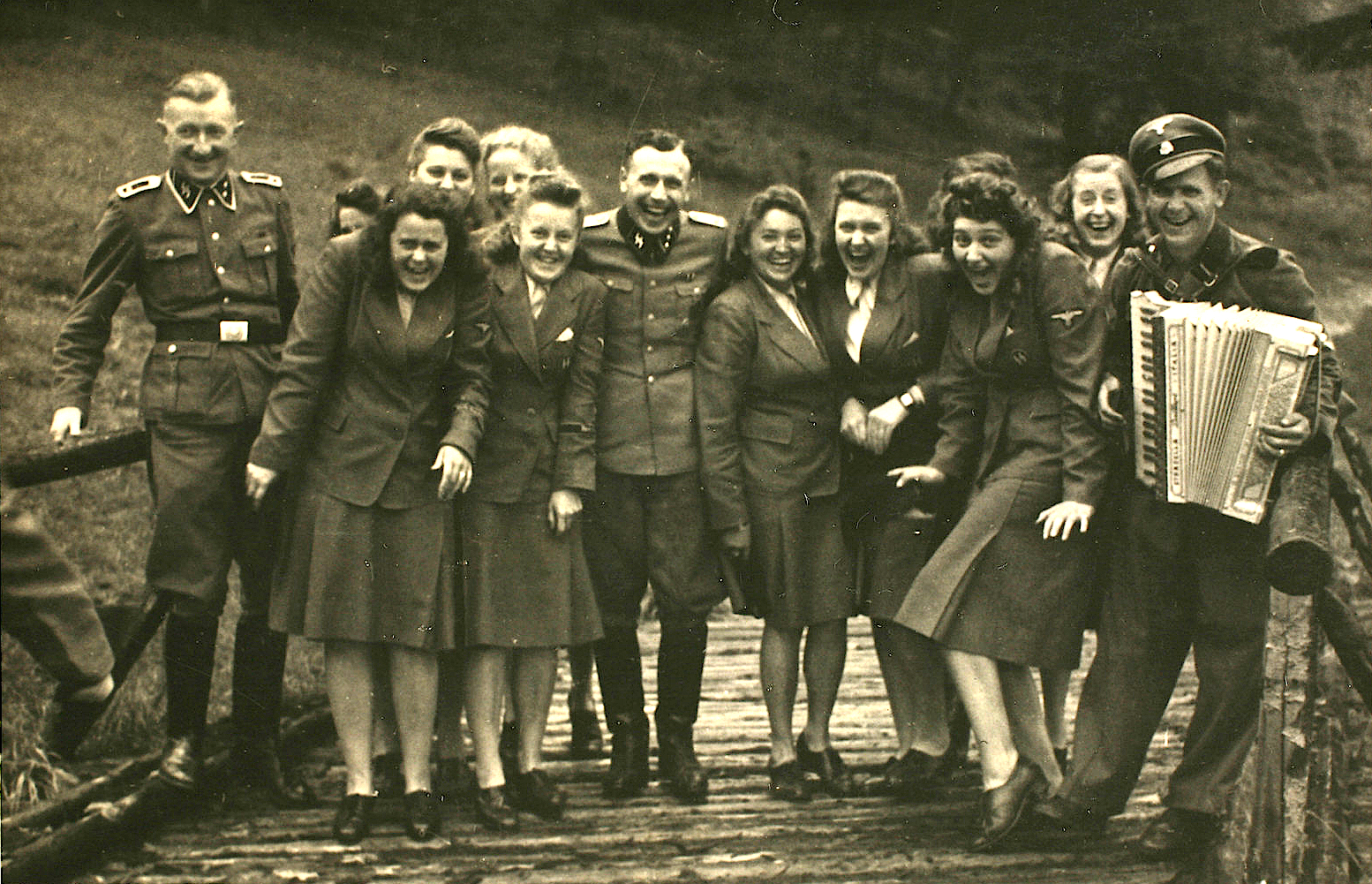
Aus dem Höcker-Album: SS-Helferinnen vom SS-Standort Auschwitz bei einem Betriebsausflug zur Solahütte (22. Juli 1944)

Innerhalb der „volksgemeinschaftlichen“ Ordnung eröffneten sich nicht-jüdischen Frauen durchaus Handlungsoptionen und Aufstiegschancen, wie zum Beispiel in den zahlreichen NS-Organisationen, insbesondere im Bund Deutscher Mädel (BDM), der Nationalsozialistischen Frauenschaft (NSF) oder der Nationalsozialistischen Volkswohlfahrt (NSV). Die steigende Zahl derjenigen Frauen, die in den zahlreichen NS-Verbänden freiwillig verantwortungsvolle Aufgaben übernahmen, hat auch Eigenständigkeit gefördert. Damit hatten diese Frauen auch aktiven Anteil an rassistischer und antisemitischer Politik, wie jene, vor allem junge Frauen, die in den besetzten Ostgebieten als engagierte Angehörige der Besatzungsverwaltung zu selbstständig handelnden Täterinnen wurden oder in das SS-Helferinnenkorps eintraten.
Die Psychologin Eva Sternheim-Peters beschreibt in ihren Erinnerungen die Zeit des Nationalsozialismus, dass die ideologische Ungleichwertigkeit von Frauen und Männern nicht sofort erkennbar gewesen sei, sondern viele Frauen damals auch begeistert mitgelaufen seien. Sie spricht von „tief empfundenen Gemeinschaftserlebnissen“, einem „neuen Frauenideal“ und der „Vision einer strahlend aufgehenden Sonne“, die den Nationalsozialismus so gefährlich gemacht hätten und aufgrund deren er für junge Frauen auch attraktiv gewesen sei.
Annette Kuhn schreibt in ihrem Aufsatz „Die Täterschaft deutscher Frauen im NS-System“, dass das NS-System es mit der Mehrzahl der deutschen Frauen der „alten“ Frauenbewegung nicht schwer gehabt habe. Die Kooperationsbereitschaft mit dem NS-Staat von Führerinnen der bürgerlichen Frauenbewegung habe den Übergang in die ideologische Eingliederung in den NS-Staat nahtlos gemacht. Der Normen- und Kontinuitätenbruch von 1933 sei durch das Verhalten der Verantwortlichen der alten Frauenorganisationen wissentlich durch ihre Reden und Schriften zugedeckt worden.

### Zielkonflikte zwischen ideologischem Anspruch und Realität
Zwischen der offiziellen Ideologie und propagandistischen Vorgaben und der tatsächlichen Geschlechterrolle im Nationalsozialismus ergaben sich erhebliche Unterschiede und Zielkonflikte. Männer und Frauen hatten seit der Weimarer Verfassung „grundsätzlich dieselben staatsbürgerlichen Rechte und Pflichten“ (Art. 109 WRV) sowie das aktive Wahlrecht (Art. 22 WRV). Frauen wählten aber nicht etwa sozialdemokratisch, sondern mehrheitlich konservativ, in den Jahren 1930–1932 auch zunehmend die NSDAP, weil sie die emanzipatorischen Bestrebungen der Republik mehrheitlich ablehnten. Hans-Ulrich Wehler unterscheidet ein weitgehendes Ignorieren der Rolle von Frauen in der älteren Zeitgeschichte und eine radikalfeministische Betrachtung des Nationalsozialismus als „Frauenhölle“ mit Beginn der 1970er Jahre. Vor dem Hintergrund einer Unterscheidung nach der historischen Modernisierungstheorie sieht er einen offiziellen Antifeminismus und eine indirekte Emanzipationsförderung. So wurden die anfänglichen Diskriminierungsmaßnahmen und Einschränkungen der Berufstätigkeit von Frauen aufgrund des Arbeitskräftemangels Mitte und Ende der 1930er Jahre zunehmend aufgeweicht.
Ein besonderer Zielkonflikt wird im Bereich der Landwirtschaft gesehen. Bäuerinnen und Landfrauen waren hier traditionell als „Arbeitskameradin“ wie als „Betriebsleiterin“ in die Erwerbsarbeit eingebunden und gleichzeitig ihren Pflichten als Mutter vieler „erbgesunder“ und „rassenreiner“ Kinder im Sinne der Blut-und-Boden-Ideologie unterworfen.
Der Zielkonflikt wird auch im Sport deutlich. Einerseits wurde vor allem im Schulsport die traditionelle Mutterrolle verherrlicht, andererseits zählten bei Olympischen Spielen in der Nationenwertung Frauenmedaillen genauso viel wie die Medaillen der Männer, so dass im Spitzensport ein hochintensives Training betrieben wurde. Gerade auch durch die Erfolge der Frauen war dies für Deutschland die im Sport erfolgreichste Zeit.
Ein biographischer Roman über Carmen Mory, Frau im Pelz beschreibt unterschiedlichste Frauenbilder und -rollen im Dritten Reich. Carmen Mory, eine Schweizer Journalistin und Agentin, war in Berlin 1934 glamourös aufgetreten, hatte sich einzelnen Nazigrößen angebiedert und war als Gestapoagentin angeworben worden. In Paris spionierte sie deutsche Immigranten aus und entkam nach der Enttarnung knapp einem Todesurteil durch die französischen Behörden. Nach Begnadigung und Rückkehr nach Deutschland wurde sie von der Gestapo als Doppelagentin verhaftet und anschließend im KZ Ravensbrück zur gefürchteten „Blockältesten“. Mory beging nach dem Krieg in alliierter Haft Selbstmord.

### Frauen in der NSDAP und der Politik
Die NSDAP verstand sich in erster Linie als „Kampfpartei“, die sich mit dem Hitlerputsch im November 1923 nicht scheute, die Reichsregierung mit Gewalt zu stürzen und als Partei der Entwurzelten, die durch das „Fronterlebnis“ des Ersten Weltkriegs geprägt waren. Die NSDAP rekrutierte auch Mitglieder der sog. Freikorps, als diese gemäß den Bestimmungen des Versailler Vertrags im Frühjahr 1920 offiziell aufgelöst werden mussten. Damit zog die nationalsozialistische Bewegung „naturnotwendigerweise im wesentlichen Männer zur tätigen Mitarbeit an“.
Schon am 21. Januar 1921, zwei Jahre nach Einführung des Frauenwahlrechts in Deutschland, hatte die Partei beschlossen, dass Frauen weder Mitglieder der Parteiführung noch Mitglied eines leitenden Ausschusses werden können.
Nach der Reichstagswahl März 1933, die auf die Machtübernahme der Nationalsozialisten folgte, sank der Frauenanteil dort von durchschnittlich sechs auf nicht einmal vier Prozent. Noch vor der ersten Sitzung wurde die KPD zerschlagen, im Juni die SPD verboten und die restlichen Parteien lösten sich mehr oder weniger selber auf. Im Juli wurde dann das Gesetz gegen die Neubildung von Parteien verkündet (Inkrafttreten in Österreich im März 1938). Somit gab es zur Reichstagswahl November 1933 nur noch die Einheitsliste der NSDAP. Damit war das passive Wahlrecht für Frauen bis 1945 indirekt aufgehoben. Seit 1928 erfolgte eine radikale Re-Maskulinisierung von Politik und Parteien, welche die nationalsozialistische Politik entscheidend prägte. Es brachte den Aufbruch von Frauen in der Parteipolitik zum Stillstand und zerstörte gleichzeitig die bis dahin entwickelten politischen Partizipationsmöglichkeiten für Frauen.
Nach 1933 wurde in Hannover eine ganze Serie von Straßen nach verstorbenen – männlichen – Parteigängern benannt. Lediglich mit der 1938 posthum geehrten Dora Streit, Kreisleiterin der NS-Frauenschaft im Kreis Diepholz, gelangte erstmals in der Geschichte Hannovers eine Politikerin auf ein Straßenschild der (späteren) Landeshauptstadt. Die NS-Frauenschaft und das Deutsche Frauenwerk waren die einzigen zugelassenen Frauenorganisationen im „Dritten Reich“. „Reichsfrauenführerin“ und damit die ranghöchste Frau im Nationalsozialismus war Gertrud Scholtz-Klink. Nachwuchsorganisation war der Bund Deutscher Mädel.
Die NS-Frauenschaft und das Deutsche Frauenwerk zählten vier Millionen Mitglieder sowie weitere vier Millionen inkorporierte Mitglieder. Nach 1939 stieg ihre Zahl um weitere zwei Millionen an. Hinzu kam der bisher wenig beachtete Reichsluftschutzbund mit 12 Millionen Mitgliedern, die wiederum zu 70 Prozent weiblich waren.
Das NS-Regime unterstellte sich die Schwesternschaften vom Deutschen Roten Kreuz. Alle neuen DRK-Oberinnen mussten durch Gertrud Scholtz-Klink und die NS-Frauenschaft gebilligt werden.
Frauen waren aber auch aktiv an den Verbrechen des Nationalsozialismus beteiligt. Polizistinnen der „Weiblichen Kriminalpolizei“ waren hauptsächlich für Kinder und Jugendliche zuständig. Einige arbeiteten im „Jugendschutzlager“ Uckermark, ein Konzentrationslager, das speziell für Mädchen und Frauen eingerichtet wurde, die als kriminell, „asozial“ oder „staatsfeindlich“ galten.

### Frauenschulung
In sog. Mütterschulen wurden Frauen in den Bereichen Schwangerschaft, Pflege und Erziehung von Kindern sowie Haushaltsführung im Sinne der nationalsozialistischen Weltanschauung geschult. Eine besondere Einrichtung zur Vorbereitung auf die Ehe mit SS-Angehörigen waren die sog. Bräuteschulen.

### Heranziehung zu zivilen Diensten
Alle Jungen und Mädchen unterstanden ab Vollendung des 10. Lebensjahres mit Eintritt in die Hitlerjugend einer öffentlich-rechtlichen Erziehungsgewalt des Jugendführers des Deutschen Reichs. Die Mädchen im Alter von 10 bis 14 Jahren dienten im „Jungmädelbund“ (JM), die Mädchen im Alter von 14 bis 18 Jahren im „Bund Deutscher Mädel“ (BDM).
Am 1. April 1936 wurde der weibliche Arbeitsdienst unter der Bezeichnung „Arbeitsdienst für die weibliche Jugend“ (ADwJ, ab November 1937 RADwJ) in den aus dem männlichen Freiwilligen Arbeitsdienst (FAD) hervorgegangenen Reichsarbeitsdienst (RAD) integriert. Eine Arbeitsdienstpflicht wurde anders als für junge Männer für junge Frauen zunächst nicht eingeführt. Da der RADwJ deshalb seinen ökonomischen Auftrag nicht zu erfüllen vermochte, übernahm der Beauftragte für den Vierjahresplan Hermann Göring im Februar 1938 die Lenkung der sog. Arbeitsmaiden in die Land- und Hauswirtschaft mit der Einrichtung des Pflichtjahrs für ledige Frauen unter 25 Jahren. Die Ableistung des Reichsarbeitsdienstes wurde gegebenenfalls auf das Pflichtjahr angerechnet bzw. galt als Tätigkeit in der Land- und Hauswirtschaft im Sinne der Anordnung Görings.

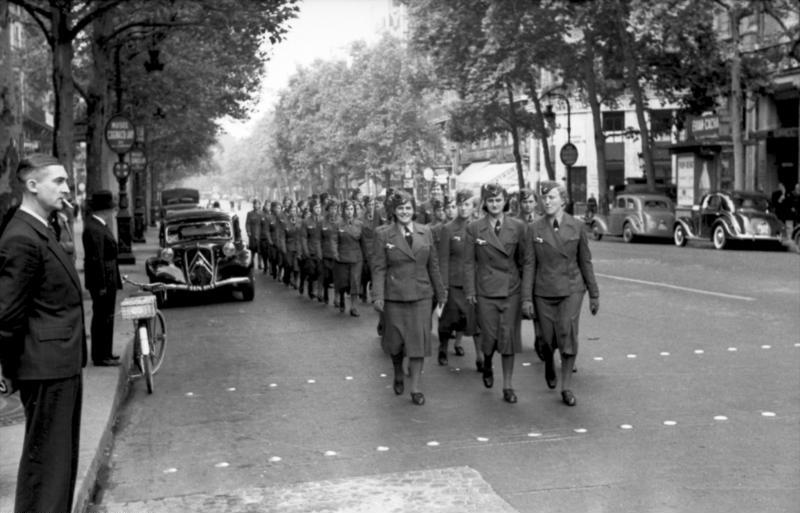
Wehrmachthelferinnen im besetzten Paris, 1940

Der weibliche Kriegseinsatz erfolgte aufgrund der Notdienstverordnung Hermann Görings vom 15. Oktober 1938. Zur Bekämpfung öffentlicher Notstände konnten Bewohner des Reichsgebiets zur Erfüllung hoheitlicher Aufgaben herangezogen werden. Kurz nach Ausbruch des Krieges folgte am 15. September 1939 eine Durchführungsverordnung des Reichsinnenministers Wilhelm Frick, die eine „der Wehrpflicht angenäherte“ Rekrutierungsform für Frauen schuf. Voraussetzung für den Einsatz als Wehrmachthelferin war, familiär ungebunden, ledig oder zumindest kleinkinderlos zu sein.
Im Führererlass vom 29. Juli 1941 war vorgesehen, reichsarbeitsdienstpflichtige Mädchen nach Ableitung ihres Reichsarbeitsdienstes als sog. „Kriegshilfsdienstmaiden“ in den Büros der Wehrmacht und bei Behörden, in Krankenhäusern und bei sozialen Einrichtungen sowie bei hilfsbedürftigen, insbesondere kinderreichen, Familien einzusetzen. Dem standen kriegswirtschaftliche Interessen am Einsatzes der „Maiden“ in der Rüstungsindustrie entgegen, was zu Konflikten zwischen verschiedenen Reichsbehörden und der deutschen Wirtschaft führte.
Am 27. Januar 1943 erging noch vor der Sportpalastrede von Joseph Goebbels eine Verordnung des Generalbevollmächtigten für den Arbeitseinsatz Fritz Sauckel über den umfassenden Einsatz von Männern und Frauen zur „schnellstmöglichen Erringung des Endsiegs“. „Um diese Aktion des nationalen Willens zur höchstmöglichen Entfaltung zu bringen“, wurde eine zwangsgeldbewehrte Meldepflicht aller bislang nicht erfassten Männer vom 16. bis zum 65. Lebensjahr und aller Frauen von 17 bis 45 Jahren eingeführt mit dem Ziel, bislang ungenutzte Reserven dem Kriegseinsatz zuzuführen.

## Politikfelder

### Erziehung und Bildung
Nach dem Gesetz über die Schulpflicht im Deutschen Reich vom 6. Juli 1938 bestand die allgemeine Schulpflicht für alle Kinder und Jugendlichen deutscher Staatsangehörigkeit auf einer reichsdeutschen Schule, um „die Erziehung und Unterweisung der deutschen Jugend im Geiste des Nationalsozialismus“ zu sichern. Die „politische Willensbildung“ sollte zwar einhergehen mit der Entwicklung geistiger Fähigkeiten. Das Ziel der weiblichen Erziehung hatte aber nach der Vorstellung Adolf Hitlers „unverrückbar die kommende Mutter zu sein.“ Koedukation war daher über die Volksschule hinaus nicht vorgesehen. Mädchen wurden anschließend in einer Höheren Mädchenschule (Lyzeum) getrennt unterrichtet. In reinen Mädchenschulen sollten auch zwei Drittel der Lehrkräfte Frauen sein. Seit 1939 gab auch vereinzelte Nationalpolitische Erziehungsanstalten für Mädchen.
Die Hochschulpolitik blieb widersprüchlich. Das Gesetz gegen die Überfüllung deutscher Schulen und Hochschulen richtete sich vor allem gegen sog. Nichtarier, doch sollten ab 1933 auch nur noch 10 % aller Studierenden Frauen sein. Die wenigen, die auserwählt waren, mussten, wie ihre männlichen Kommilitonen, vor der Einschreibung ihrer Arbeitsdienstpflicht nachkommen. Am 9. Februar 1935 wurden die Beschränkung der Zulassung für Frauen wieder aufgehoben. Wegen der Wiedereinführung der allgemeine Wehrpflicht trat ein Studentenmangel ein. 1939 betrug der Frauenanteil an allen Studenten noch 12,6 %. Nach Kriegsbeginn sprang er deutlich nach oben. 1941 waren 58,8 % aller Studenten weiblich.
Am 22. Juli 1934 trat unter Federführung von Otto Palandt eine neue Justizausbildungsverordnung in Kraft. Am 20. Dezember 1934 folgte das Gesetz zur Änderung der Rechtsanwaltsordnung, wonach Frauen als Anwälte nicht mehr zugelassen waren, weil das einen „Einbruch in den altgeheiligten Grundsatz der Männlichkeit des Staates“ bedeutet hätte. Palandt hat, nach der Verabschiedung der neuen Gesetze, unmissverständlich formuliert, es sei „Sache des Mannes, das Recht zu wahren“.

### Ehe- und Familienpolitik

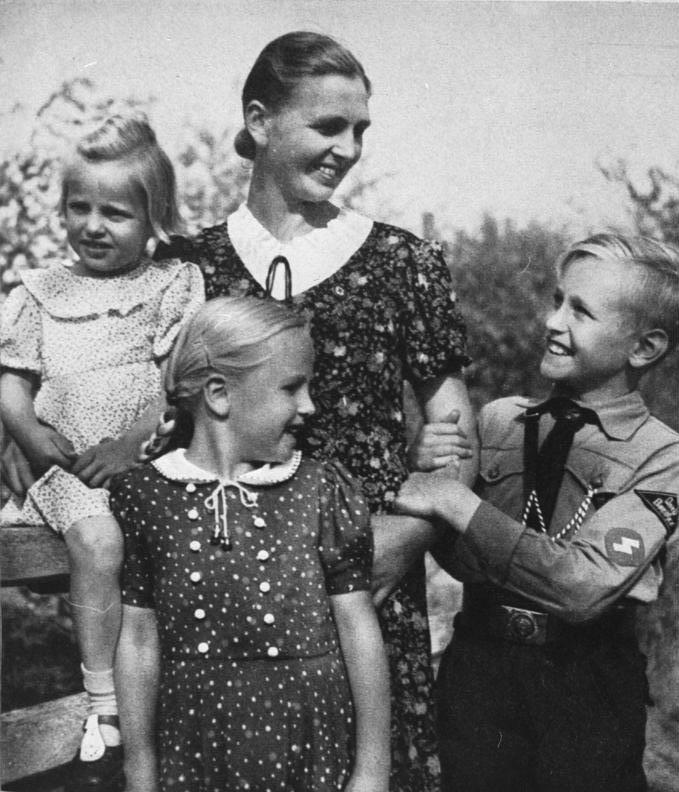
Mutter mit zwei Mädchen und einem Jungen des Deutschen Jungvolks (SS-Leitheft 9/2, Februar 1943)

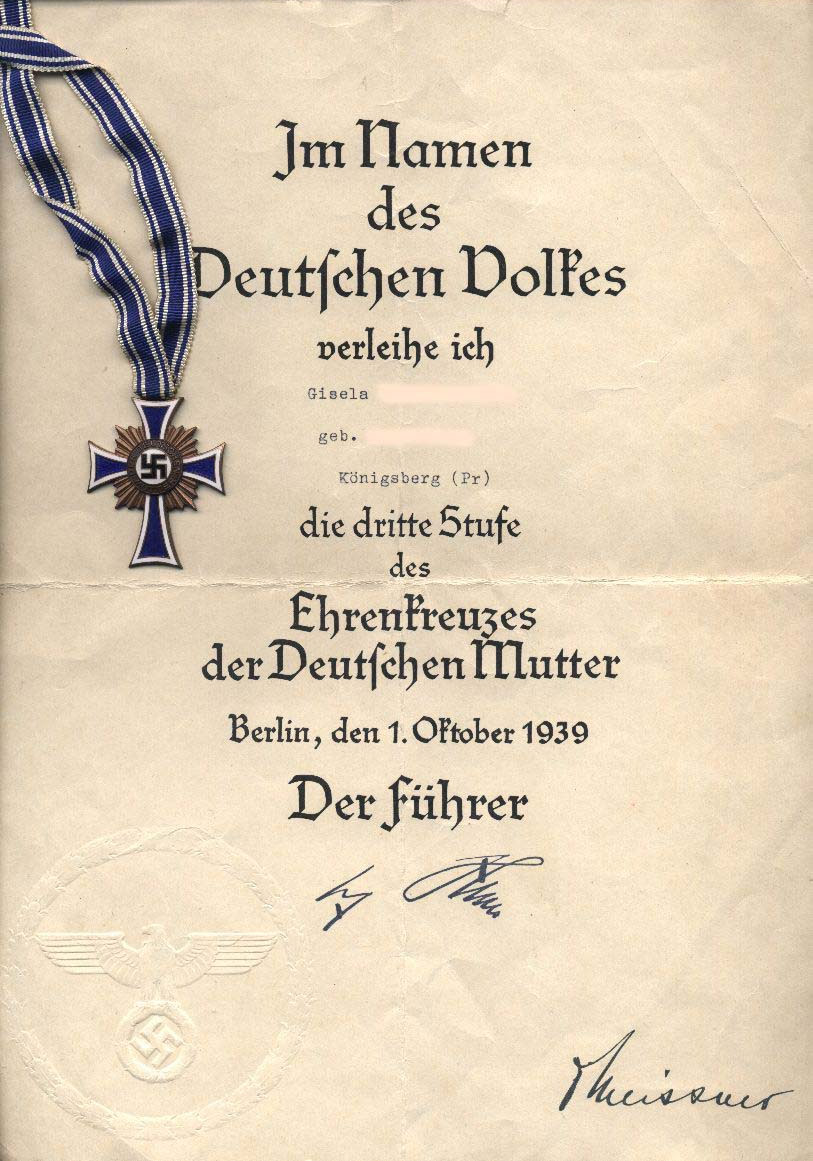
Urkunde zum Mutterkreuz

Die Ehe stand nach der Weimarer Verfassung „als Grundlage des Familienlebens und der Erhaltung und Vermehrung der Nation“ unter besonderem staatlichen Schutz (Art. 119 WRV). Die „Reinerhaltung, Gesundung und soziale Förderung der Familie“ war Aufgabe des Staats und der Gemeinden. Kinderreiche Familien hatten Anspruch auf ausgleichende Fürsorge. Die Mutterschaft hatte Anspruch auf den Schutz und die Fürsorge des Staats.
Der NS-Staat förderte Eheschließungen nach Maßgabe des Gesetzes zur Verminderung der Arbeitslosigkeit vom 1. Juni 1933. Nach Abschnitt V dieses Gesetzes konnte bei Eheschließung von deutschen Reichsangehörigen ein zinsloses Ehestandsdarlehen in Höhe von bis zu 1000 Reichsmark zum Erwerb von Möbeln und Hausgerät beantragt werden. Es wurde nur bewilligt, wenn die künftige Ehefrau in einem Arbeitsverhältnis gestanden hatte und dieses mit der Eheschließung aufgab.
Im September 1935 wurde eine Kinderbeihilfe an kinderreiche Familien eingeführt. Die Beihilfe erhielten nur „arische“ Familien. Die zunächst nur einmalige Beihilfe wurde ab 1936 dann monatlich ab dem fünften Kind gewährt, ab 1938 bereits ab dem dritten. Einerseits hatte diese Zahlung eine sozialpolitische Dimension, um Familien, die stark belastet waren, finanziell zu unterstützen, andererseits war diese Politik eingebettet in die Bevölkerungspolitik der Nationalsozialisten, die Kinderreichtum fördern wollte.
Die rassenbiologisch „erbgesunde“ Ehe und Familie als „Keimzelle der Volksgemeinschaft“ und unterlag einem strikt rassistischen und bevölkerungspolitischen Zweckmäßigkeitsdenken wie der Bereitstellung von zukünftigen Arbeitern und Soldaten. Allerdings wurde aus eben denselben erb- und rassenbiologischen Gründen auch die Ehetrennung gefördert. Das Gesetz zur Vereinheitlichung des Rechts der Eheschließung und der Ehescheidung im Lande Österreich und im übrigen Reichsgebiet (EheG) vom 6. Juli 1938 vereinheitlichte und vereinfachte das Eherecht nach dem Anschluss Österreichs im März 1938. Es führt die in Deutschland bereits seit 1875 geltende Zivilehe und die Möglichkeit der Scheidung wegen Verschuldens (Eheverfehlungen) auch in Österreich ein. Neben den klassischen in Deutschland bereits zuvor bestehenden traditionellen Scheidungsgründen des BGB (Ehebruch, Trachten nach dem Leben, böswilliges Verlassen, Geisteskrankheit, Zerrüttung der Ehe durch schwere Pflichtverletzung oder ehrlosen Verhalten) fügte das EheG als neuen Scheidungsgrund die Verweigerung der Fortpflanzung oder Unfruchtbarkeit (§§ 47 ff. EheG) hinzu. § 4 EheG verbot unter Bezugnahme auf das sog. Blutschutzgesetz Eheschließungen „zwischen Juden und Staatsangehörigen deutschen oder artverwandten Blutes“. Gleichwohl geschlossene Ehen waren nichtig. Auch „der außereheliche Verkehr zwischen Juden und Staatsangehörigen deutschen oder artverwandten Blutes“ wurde verboten. Zuwiderhandlungen wurden als sog. Rassenschande verfolgt. Darüber hinaus wurden durch § 5 EheG unter Bezugnahme auf das Ehegesundheitsgesetz auch jene Eheschließungen verboten, „die aus Gründen der Volksgesundheit unerwünscht“ waren, etwa wenn einer der Verlobten an einer Erbkrankheit im Sinne des Gesetzes zur Verhütung erbkranken Nachwuchses litt.
Abtreibungen bei „erbgesunden deutschen Frauen“ waren verboten. Im Mai 1933 kam es zu einer Verschärfung durch das wiedereingeführte Verbot von Abtreibungsmitteln (§§ 219, 220 Reichsstrafgesetzbuch). Um „den Kinderreichtum in der SS zu unterstützen“, bot der Lebensborn ab 1935 rassisch „wertvollen“ unverheirateten Frauen Hilfe, um ihre Kinder auszutragen. Im Juli 1933 wurden mit dem Gesetz zur Verhütung erbkranken Nachwuchses die Sterilisation von „erbkranken“ Personen gefördert, worüber die Erbgesundheitsgerichte entschieden. Mit einer Änderung 1935 wurde in solchen Fällen auch ein Schwangerschaftsabbruch möglich. Mit der Verordnung zum Schutz von Ehe, Familie und Mutterschaft von 1943 wurden die Strafen für Schwangerschaftsabbruch erhöht. Zugleich konnten Schwangerschaftsabbrüche bei Personen, die nicht deutsche Staatsangehörige deutscher Volkszugehörigkeit sind, straffrei gestellt werden.
Die Geburtenraten stiegen auf dem Land langsamer an als in den Städten. Am 21. Mai 1939 wurde erstmals das Mutterkreuz verliehen. Von da an erhielten Frauen „als Auszeichnung für Verdienste um das deutsche Volk“ am Muttertag das Ehrenkreuz der deutschen Mutter: für vier Kinder Bronze, ab sechs Kindern Silber und für acht und mehr Kinder das Ehrenkreuz in Gold. Bis September 1941 hatten 4,7 Millionen Frauen das Mutterkreuz erhalten. Gleichzeitig sank die Geburtenrate je Frau von durchschnittlich 2,22 im Jahre 1933 auf 2,03 im Jahre 1939 und brach dann auch kriegsbedingt 1944 auf 1,80 Kinder je Frau ein.
Das Hilfswerk „Mutter und Kind“ der Nationalsozialistischen Volkswohlfahrt (NSV), die mit 16 Millionen Mitgliedern (1942) nach der DAF die größte nationalsozialistische Massenorganisation war, kümmerte sich ganz im Zeichen einer völkischen Geburtenpolitik um die Mütter, wobei auch die ledigen Mütter betreut wurden, denn „rassisch und erbbiologisch hochwertiger“ Nachwuchs durfte in rassistischer Perspektive dem Volk in keinem Fall verloren gehen. Neben Verschickung von Müttern in Erholungsstätten baute das Hilfswerk Kindertagesstätten, bis 1941 annähernd 15.000, über deren Größe und Qualität jedoch die Statistik nichts aussagt. Später, vor allem während des Krieges, wurde die sogenannte Kinderlandverschickung eine zentrale Einrichtung des Hilfswerkes.

### Wirtschaft und Arbeitsmarkt
1933 gab es 11,6 Millionen, 1939 14,6 Millionen Frauen, die erwerbstätig waren. Das bedeutete, dass 52 Prozent aller Frauen zwischen 15 und 60 Jahren in Deutschland einer Lohn- bzw. Gehaltsarbeit nachgingen, wobei die meisten Frauen nach wie vor in der Land- und Hauswirtschaft beschäftigt waren, erst danach im Dienstleistungssektor und die wenigsten in der Industrie.
Erwartungsgemäß lag die Erwerbsquote bei ledigen Frauen mit 88 Prozent sehr viel höher als bei den verheirateten Frauen mit nur etwa einem Drittel.
Im Schuldienst wurden Schulleiterinnen und Gymnasiallehrerinnen der höheren Schuljahre zunehmend durch männliche Lehrer ersetzt; an Knabenschulen unterrichteten ausschließlich Männer. Seit 1936 galt jedoch durch den Arbeitskräftemangel insbesondere in der Rüstungsindustrie Frauenarbeit als „unentbehrlicher Faktor“. So stieg zwischen 1935 und 1939 der Anteil weiblicher Beschäftigter von 32,8 % auf 39 %. 1938 wurde die Regelung, nach der Frauen im Zuge der sogenannten Doppelverdiener-Kampagne bei Eheschließung aus dem Staatsdienst ausscheiden mussten, in eine Kann-Regelung umgewandelt.
Noch 1943, als der Arbeitskräftemangel sehr dringlich war, sprach sich Hitler aus ideologischen Gründen gegen eine verstärkte Einbeziehung von Frauen in die Rüstungsproduktion aus und verweigerte sich auch der Forderung, die Löhne der Frauen denen der Männer gleichzustellen. Dennoch setzten Frauen in einigen Bereichen, wo sie unentbehrlich geworden waren, wie zum Beispiel als Schaffnerinnen in den Verkehrsbetrieben, durch, dass sie in gleicher Höhe wie ihre männlichen Vorgänger bezahlt wurden. Aufgrund des deutlichen Ärztemangels fielen in den Kriegsjahren auch die Beschränkungen des Medizinstudiums für Frauen, so dass sich der Anteil der Ärztinnen an der Ärzteschaft insgesamt, der 1933 bloß 6,5 Prozent betragen hatte, bis 1944 mehr als verdoppelte.
Mit dem Machtantritt Adolf Hitlers wurden einige Errungenschaften der Weimarer Republik wieder rückgängig gemacht. Während Männer ab dem 27. Lebensjahr in das Beamtenverhältnis auf Lebenszeit berufen werden konnten, war für Frauen dazu ein Lebensalter von 35 vorgeschrieben.

## Zeitzeugnisse
2014 erschien in englischer Übersetzung und 2015 auch im deutschen Original Wolfhilde von Königs Kriegstagebuch einer jungen Nationalsozialistin.
Im Jahre 2017 veröffentlichte die Historikerin Katja Kosubek unter dem Titel Genauso konsequent sozialistisch wie national eine Sammlung von Aufsätzen, die deutsche Frauen 1934 zum Thema „persönliche Lebensgeschichte eines Nationalsozialisten“ verfasst hatten. Hintergrund der Entstehung dieser Aufsätze war ein Scheinwettbewerb gewesen, den der amerikanische Soziologe Theodore Abel initiiert hatte, um für seine Forschung zum deutschen Zeitgeist Textmaterial zu erhalten. Über die Webseite der Hoover Institution der Stanford University ist das gesamte Material auch online zugänglich.

## Zeitgenössische Zitate
- „Die Welt der Frau [sei] die Familie, ihr Mann, ihre Kinder, ihr Heim“ (Adolf Hitler, München 1936)
- „Ich glaube nicht, daß es eine Degradierung der Frau ist, wenn sie Mutter wird, sondern ich glaube im Gegenteil, daß es ihre höchste Erhebung ist. Es gibt keinen größeren Adel für die Frau, als Mutter der Söhne und der Töchter eines Volkes zu sein.“ (Adolf Hitler, 1935)
- „Ich würde mich schämen, ein deutscher Mann zu sein, wenn jemals, im Falle eines Krieges, auch nur eine Frau an eine Front gehen müsste! […] Denn die Natur hat die Frau nicht dafür geschaffen.“ (Adolf Hitler, München 1935)
- „Die unvermeidliche Folge des weiblichen Massenstudiums und des Eindringens der Frau in alle männlichen Berufe sind Blaustrumpfkultur und Frauenherrschaft. […]“.
„Welche Tragik wäre es, wenn das deutsche Volk, das männlichste Volk der Welt, das Volk der Dichter und Denker, der Pionier des kulturellen und technischen Fortschritts mit seiner mehr als tausendjährigen Kultur dem Feminismus anheim fiele und durch diese Volksentartung zugrunde ginge!“ (Josef Rompel: Die Frau im Lebensraume des Mannes, Emancipation und Staatswohl. Darmstadt 1932, S. 6 und 43)
- „Als erreichbares Ziel muss jedoch abgesteckt werden: Die Mutter soll ganz ihren Kindern und der Familie, die Frau sich dem Manne widmen können und das unverheiratete Mädchen soll nur auf solche Berufe angewiesen sein, die der weiblichen Wesensart entsprechen. Im übrigen soll jede Berufstätigkeit dem Manne überlassen bleiben.“ (Rudolf Frick in Völkischer Beobachter. 12. Juni 1934)
- „Die deutschen Frauen wollen […] in der Hauptsache Gattin und Mutter, sie wollen nicht Genossin sein, wie die roten Volksbeglücker es sich und ihnen einzureden versuchen. Sie haben keine Sehnsucht nach der Fabrik, keine Sehnsucht nach dem Büro und auch keine Sehnsucht nach dem Parlament. Ein trautes Heim, ein lieber Mann und eine Schar glücklicher Kinder steht ihrem Herz näher.“ (Curt Rosten: Das ABC des Nationalsozialismus. Schmidt, Berlin 1933, S. 198 (google.de).)